# Edad para votar

Edades mínimas electorales alrededor del mundo:
16 años
17 años
18 años
19 años
20 años
21 años

La edad electoral es la edad mínima establecida por la ley para que una persona pueda ejercer su derecho al voto, ya que antes de que puedan optar por votar en una elección pública debe alcanzar la edad establecida en su país. Actualmente la edad electoral más común es de 18 años; sin embargo, hay edades electorales tan bajas como 16 y tan altas como 21 que existen en la actualidad.

## Historia
La edad mínima para votar ha respondido históricamente a convenciones sociopolíticas, las cuales han sido discutidas y modificadas a lo largo de los años. Los Estados Unidos, por ejemplo, heredaron inicialmente de Reino Unido la edad de votación a los 21 años siguiendo una convención medieval sobre la capacidad de los hombres para cargar una armadura.De esta forma, el derecho al sufragio, ha ido cambiando a lo largo del tiempo, y se ha fundado en las particularidades culturales de las diferentes sociedades.
Antes de la Segunda Guerra Mundial de (1939-1945), la edad para votar en casi todos los países era de 21 años o más. En 1946, Checoslovaquia se convirtió en el primer Estado en reducir la edad para votar a 18 años.Hacia 1968, un total de 17 países ya habían reducido su edad para votar, de los cuales 8 estaban en América Latina.
Australia, Japón, Suecia y Suiza redujeron su edad para votar a 20 años a finales de la década de 1960.Hacia la década de 1970, la gran mayoría de democracias occidentales redujeron la edad mínima para sufragar a los 18 años. Se argumentó que si los jóvenes podían ser reclutados para ir a la guerra a los 18 años, deberían poder votar a la edad de 18 años de igual manera.